# Richard Crenna

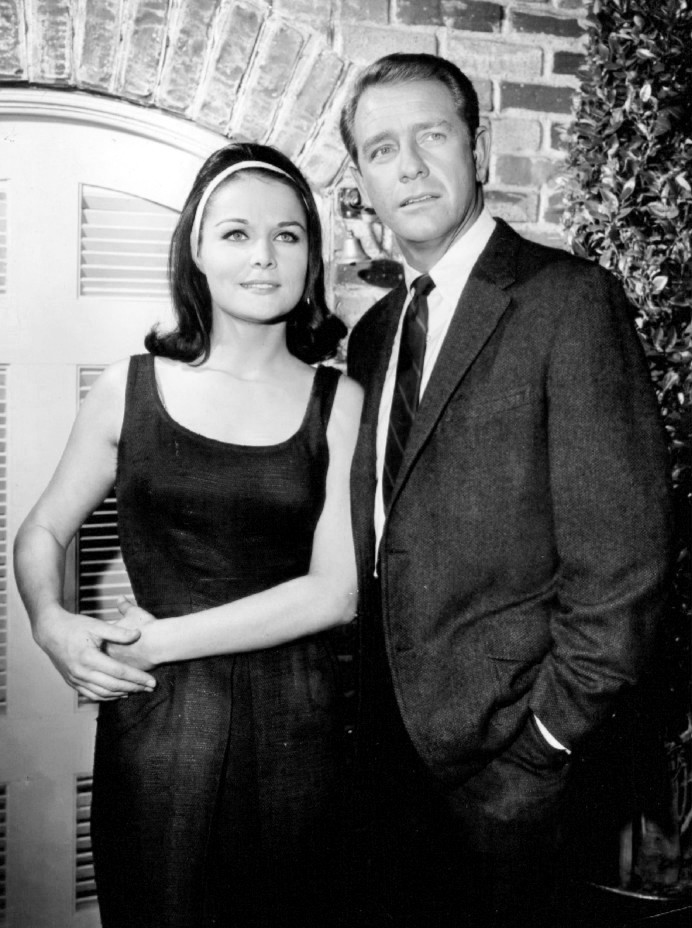

Richard Donald Crenna (Los Angeles, 30 de novembro de 1926 — Los Angeles, 17 de janeiro de 2003) foi um ator, diretor e produtor estadunidense. Ele estrelou em filmes como The Sand Pebbles, Wait Until Dark, Body Heat, Rambo (First Blood, First Blood: Part II e Rambo III), Hot Shots! Part Deux, e The Flamingo Kid. Ele jogou Walter Denton na rádio CBS e nas séries de televisão Our Miss Brooks e Lucas McCoy na ABC e no sitcom da CBS The Real McCoys (1957–1963). Também interpretava na política dramática série Slattery's People na CBS. Ele era o Coronel Trautman nos filmes de Rambo. Também era conhecido por ter uma grande semelhança com Cliff Robertson.

## Biografia

### Início da vida
Crenna nasceu em Los Angeles, filho de Edith J. (depois Pollette), que administrava um hotel na cidade, e Anthony Domenick Crenna, um farmacêutico. Ele tinha ascendência italiana. Crenna estudou na Virgil Jr. High School em Vermont Avenue e 1º Street, mais tarde na Belmont High School e na University of Southern California em Los Angeles. Um de seus colegas em Belmont foi Mort Sahl. Ele também foi membro da Fraternidade Kappa Sigma.

### Carreira
Crenna começou sua carreira atuando no rádio, aparecendo em My Favorite Husband, Boy Scout Jamboree, A Date With Judy, The Great Gildersleeve e Our Miss Brooks. Ele permaneceu com o elenco do último show, quando se mudou para a televisão.
Ele fez participações em I Love Lucy, com Janet Waldo e na série da NBC antologia Frontier no papel principal do episódio, intitulado "Os Dez Dias de John Leslie".
Quando Our Miss Brooks, estrelando Eve Arden, passou por uma mudança de formato - seu personagem Walter Denton foi omitido — Crenna se juntou ao The Real McCoys. Kathleen Nolan foi lançada como a sua jovem esposa, Kate McCoy; eles viviam em uma fazenda no sul da Califórnia com o avô Amos McCoy, interpretado por Walter Brennan. Na última temporada, o nome da série  foi encurtado para The McCoys, se transferido da ABC para a CBS, e mudou de quinta a domingo à noite. Além disso, o caráter de Nolan "morreu" na tela. O viúvo Lucas McCoy então começou a corte de sua vizinha, Louise Howard, interpretada pela atriz Janet De Gore.
Crenna ganhou um Emmy e um Globo de Ouro por sua atuação no papel principal do filme The Rape of Richard Beck.
Crenna foi retratado como o senador do estado da Califórnia James Slattery na série de TV Slattery's People e foi indicado duas vezes ao Emmy por grandes realizações individuais em entretenimento e continuada para o melhor desempenho de um ator principal em série dramática, sendo ambas em 1965. Ainda nesse mesmo ano, foi indicado ao Globo de Ouro de melhor ator de televisão masculino para o mesmo papel. Durante a década de 1970 Crenna continuou a aparecer em populares filmes ocidentais, como Catlow, Pass Breakheart e A Man Called Noon.
Crenna é talvez mais conhecido por seu papel como o coronel Sam Trautman nos três primeiros filmes de Rambo, um papel que recebeu somente após Kirk Douglas deixar a produção no primeiro filme. Ele também interpretou em Hot Shots! Part Deux como uma homenagem a seu personagem Rambo. Crenna apareceu como o tenente Frank Janek em sete filmes para a TV. Ele tem uma estrela na Calçada da Fama de Hollywood em 6714 Hollywood Blvd. Crenna também foi a inspiração para o Coronel Roy Campbell um personagem da série Metal Gear Solid.

### Morte
Crenna morreu de câncer de pâncreas aos setenta e seis anos. Ele foi cremado. Na época da sua morte, ele tinha um papel na série da CBS Judging Amy. Após sua morte, o personagem acabou morrendo na série também.
Seu filho, Richard Anthony Crenna, também é um ator.

## Filmografia
| - Let's Dance (1950) - Red Skies of Montana (1952) - The Pride of St. Louis (1952) - It Grows on Trees (1952) - Our Miss Brooks (1956) - Over-Exposed (1956) - Ann-Margret: Made in Paris (1965) (curta-metragem) - John Goldfarb, Please Come Home (1965) - Made in Paris (1966) - The Sand Pebbles (1966) - Wait Until Dark (1967) - Star! (1968) - Midas Run (1969) - Marooned (1969) - Doctors' Wives (1971) - The Deserter (1971) | - Red Sky at Morning (1971) - Catlow (1971) - Un flic (também conhecido como "Dirty Money" (1972) - The Man Called Noon (1973) - Jonathan Livingston Seagull (1973) - Breakheart Pass (1975) - The Evil (1978) - Devil Dog: The Hound of Hell (1978) - Wild Horse Hank (1979) - Stone Cold Dead (1979) - Death Ship (1980) - Body Heat (1981) - Rambo (1982) - First Blood (1982) - Table for Five (1983) - The Flamingo Kid (1984) - Terror in the Aisles (1984) (documentário) (imagens de arquivo) - The Rape of Richard Beck (1985) | - Rambo: First Blood Part II (1985) - Summer Rental (1985) - Rambo III (1988) - Leviathan (1989) - Hot Shots! Part Deux (1993) - A Pyromaniac's Love Story (1995) - Jade (1995) - Sabrina (1995) - 20,000 Leagues Under the Sea (1997) - Wrongfully Accused (1998) - Judging Amy (1999) - By Dawn's Early Light (2000) - Darkness at High Noon: The Carl Foreman Documents (2002) (documentário) (narrador) |